# 銭湯

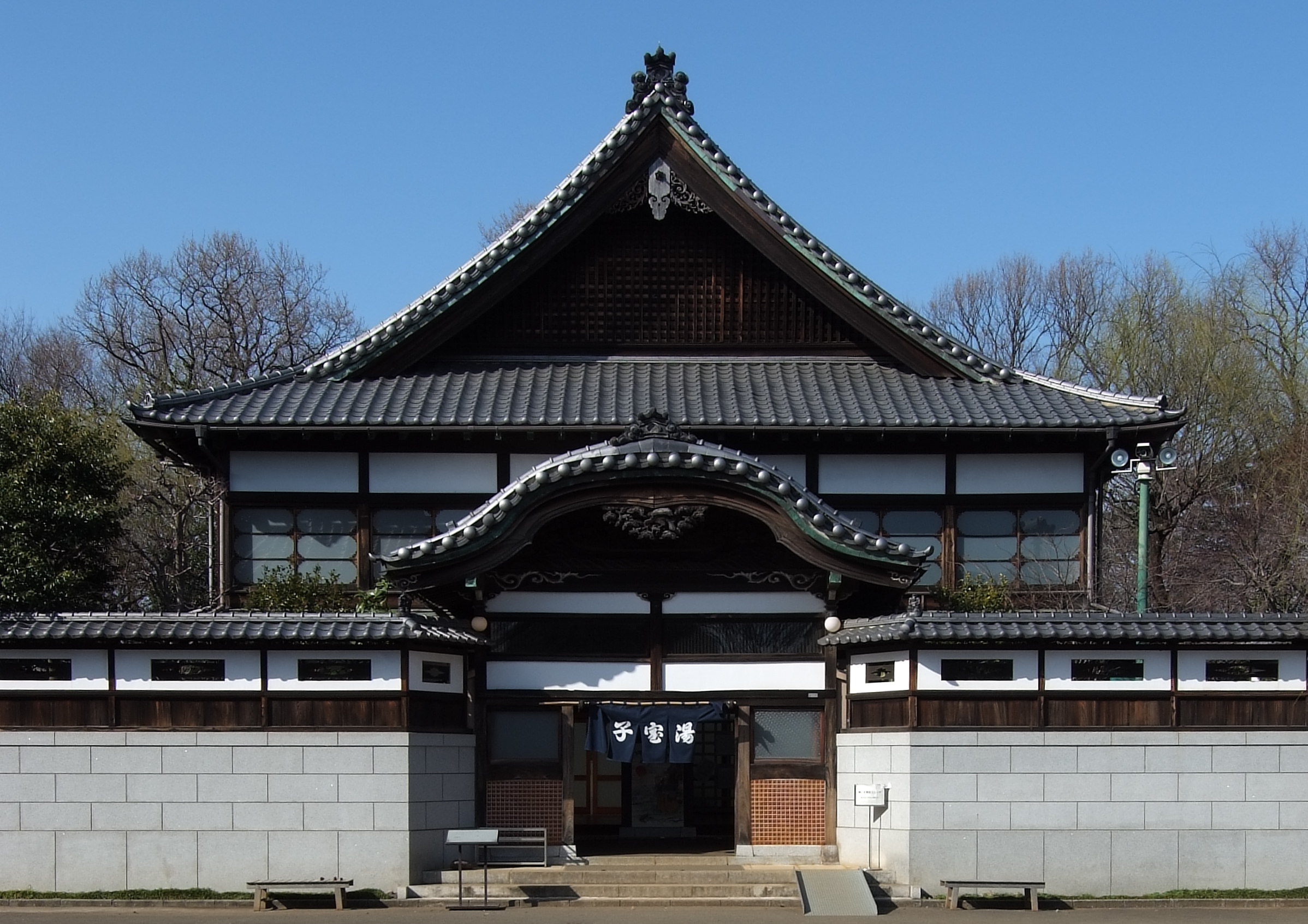
江戸東京たてもの園（野外博物館）に移築された子宝湯の入口部分。

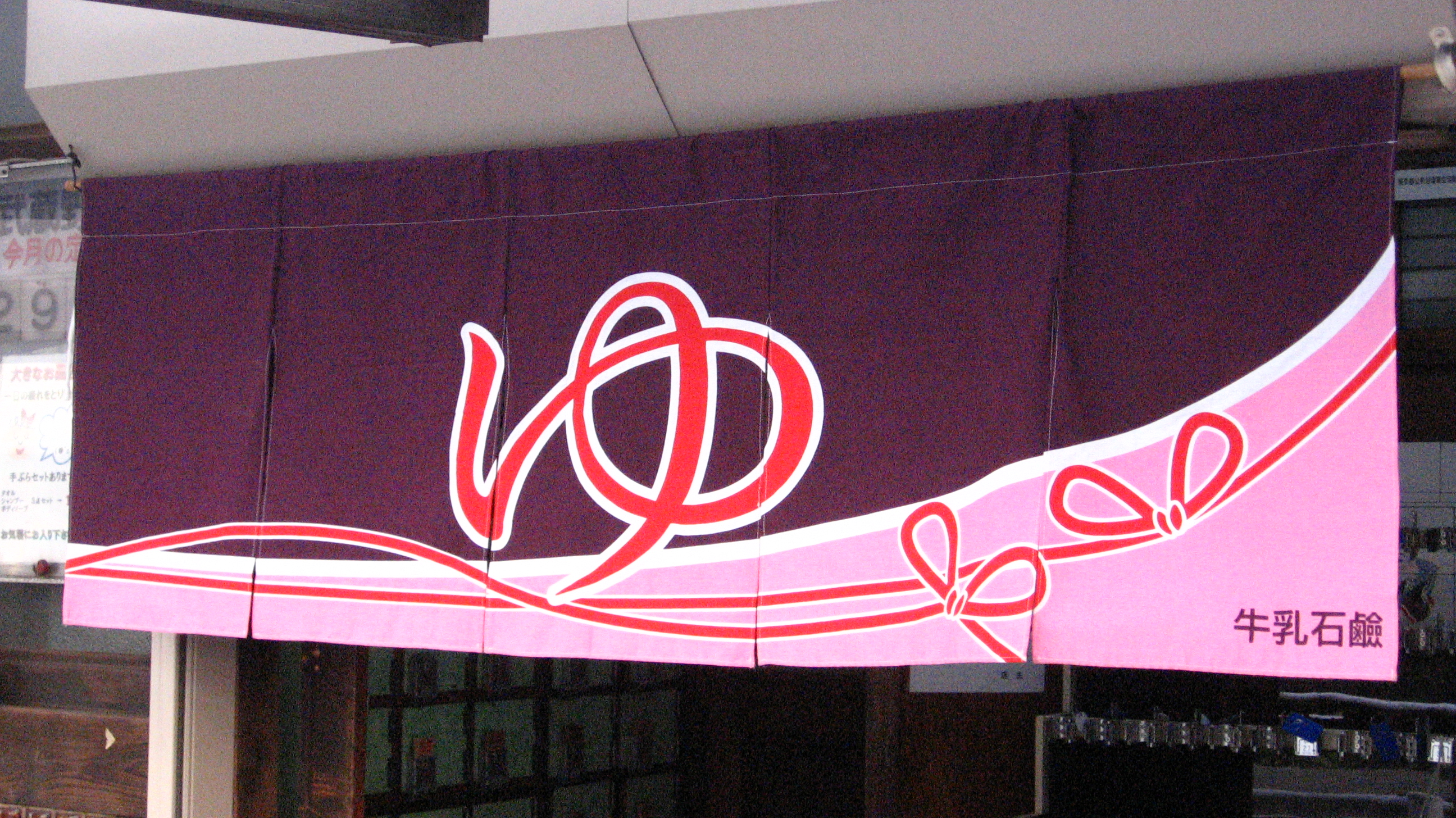
のれんの一例

銭湯（せんとう）は、日本国の公衆浴場の一種。風呂屋（ふろや）とも、湯屋（ゆや）とも呼ばれる（詳細は後述）。大規模な銭湯ではスーパー銭湯を名乗る場合もある。

## 概要

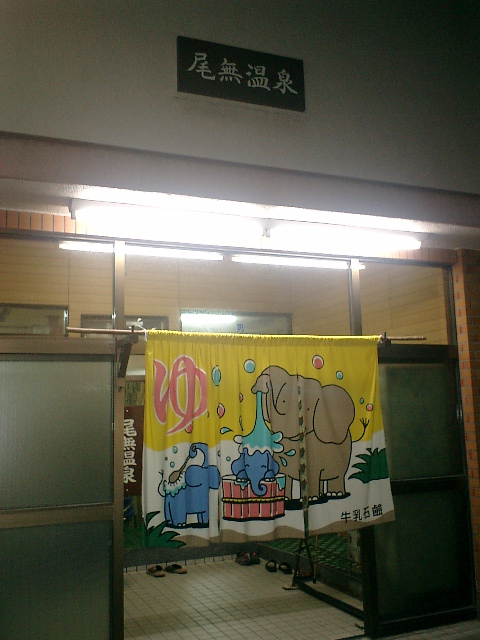
のれんの例 2

ボイラーで大量の湯を沸かすため、高い排気用の煙突がシンボルの一つとなっている。また、銭湯によっては温泉を利用している場合もある。温泉資源が豊富な北海道帯広市では、市内に10カ所ある銭湯と日帰り入浴施設としても営業しているホテルの大浴場が全て温泉（モール泉）である。

### 定義
日本の法律では公衆浴場について、次の定義がなされている。
- 「公衆浴場法」第1条の規定
  - この法律で「公衆浴場」とは、温湯、潮湯又は温泉その他を使用して、公衆を入浴させる施設をいう。
- 「公衆浴場の確保のための特別措置に関する法律」第2条の規定
  - この法律で「公衆浴場」とは、公衆浴場法（昭和二十三年法律第百三十九号）第一条第一項に規定する公衆浴場であつて、物価統制令（昭和二十一年勅令第百十八号）第四条の規定に基づき入浴料金が定められるものをいう。
- 公衆浴場法の適用を受ける公衆浴場は各都道府県の条例で、「普通公衆浴場」と「その他の公衆浴場」に分類される。
  - 「普通公衆浴場」とは、おおよそ「日常生活における保健衛生上必要な入浴のために設けられた公衆浴場」と定義され、一般に、この「普通公衆浴場」を「銭湯」（風呂屋、湯屋）と呼ぶ。各都道府県の条例では、施設の衛生基準や浴槽水の水質基準などが定められている。入浴料金については後述の#料金も参照。
  - 「その他の公衆浴場」とはその営業形態が銭湯とは異なる浴場のこと。また、自治体によっては「特殊公衆浴場」とも呼ぶ。例としてはサウナ風呂、健康ランド、スーパー銭湯等がある。

### 分類
元々、江戸時代の公衆浴場には、分類として風呂屋と湯屋があった。水蒸気に満ちた部屋に入って蒸気を浴びて汗を流す、蒸し風呂タイプの入浴法で営業している浴場を風呂屋と呼び、沸かした湯を浴槽に入れ、湯を身体に掛けたり、浸かったりするタイプの入浴法で営業している浴場を湯屋と呼んで区別していた。しかし、江戸時代中頃に入浴法の発達や、兼業して営業する業者が現れるようになった。喜田川守貞が書いた『守貞謾稿』（巻之二十五）の「京大坂にては風呂屋と俗に云ひ、江戸では湯屋と云ひ訛る」との記述があるように、地域によって呼び方は異なることはあるが、風呂屋と湯屋は混同されて使用されるようになった。

## 歴史

### 古代

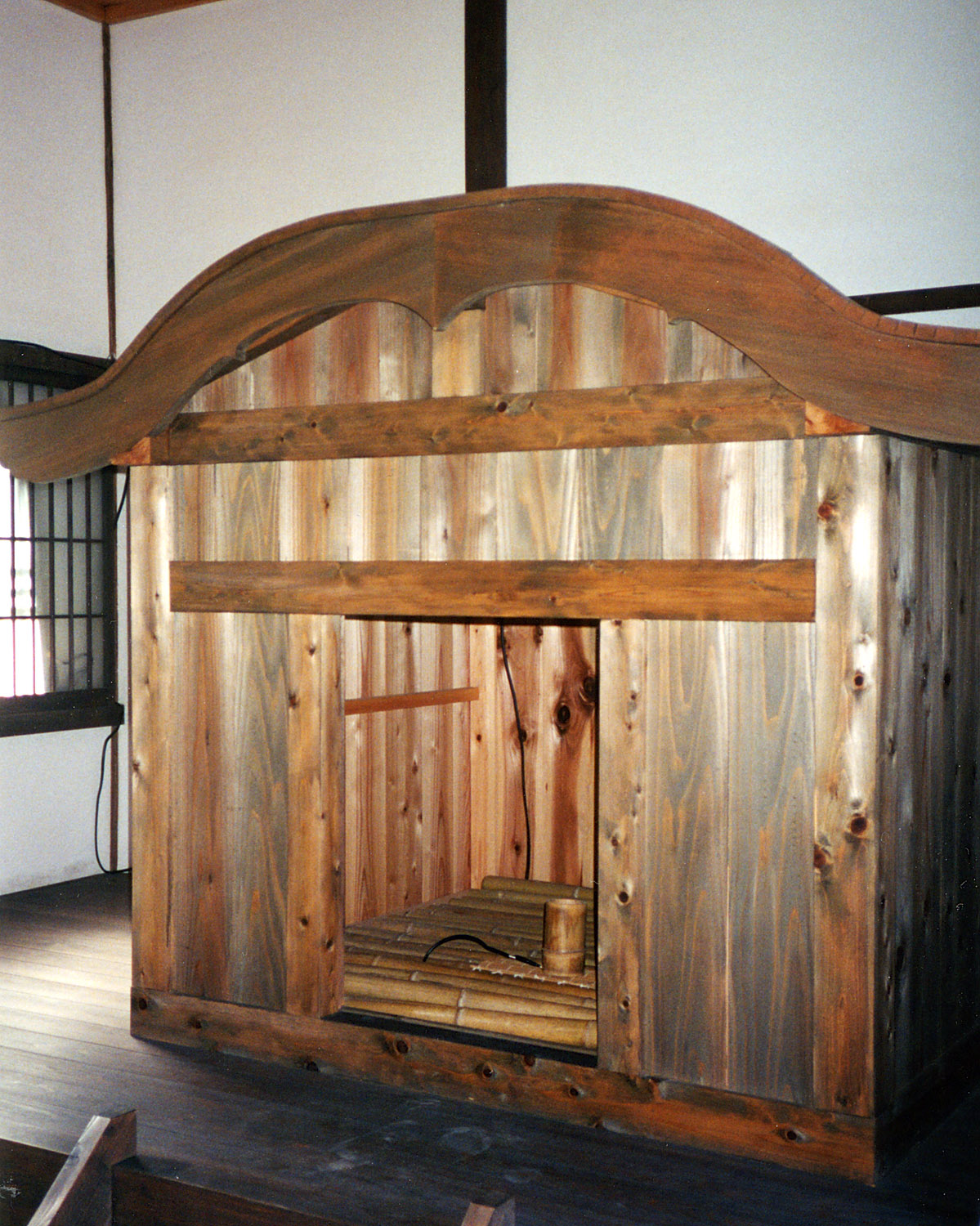
禅林寺にある浴室

日本に仏教伝来した時、僧侶達が身を清めるため、寺院に「浴堂」が設置された。病を退けて福を招来するものとして入浴が奨励され、貧しい人々や病人・囚人らを対象としての施浴も積極的に行うようになった。

### 中世
鎌倉時代になると一般人にも無料で開放する寺社が現れて、やがて荘園制度が崩壊すると入浴料を取るようになった。これが銭湯の始まりと言われている。『日蓮御書録』によれば、1266年（文永3年）、四条金吾（四条頼基）にあてた書に「御弟どもには常に不便のよし有べし。常に湯銭、草履の値なんど心あるべし」とあることから、詳細は不明ながら、この頃には既に入浴料を支払う形の銭湯が存在したと考えられている。なお、建造物として現存する最古の湯屋は東大寺に1239年（延応元年）再建、1408年（応永15年）に修復されたもので、「東大寺大湯屋」として国の重要文化財にも指定されている。
室町時代、京都の街中では入浴を営業とする銭湯が増えていった。この頃、庶民が使用する銭湯は、蒸し風呂タイプの入浴法が主流だった。また、当時の上流階層であった公家や武家の邸宅には入浴施設が取り入れられるようになっていたが、公家の中には庶民が使う銭湯（風呂屋）を、庶民の利用を排除した上で時間限定で借り切る「留風呂」と呼ばれる形で利用した者もいた。なお、室町時代末期に成立した『洛中洛外図屏風』（上杉本）には当時の銭湯（風呂屋）が描かれている。

### 近世

『女湯』 大判錦絵2枚続 鳥居清長画 天明後期 ボストン美術館蔵。銭湯を詳細に描いた浮世絵としては、最も早い時期の作品。画面右、衣服棚がある畳敷のところが脱衣所。画面中央の板敷の間が洗い場、その間に竹を並べて水はけを良くしている。中央上、下半身のみの女性が見えるところが石榴口で、湯が冷めないよう出入口が低くなっていた。左上の小窓から見える男は三助。

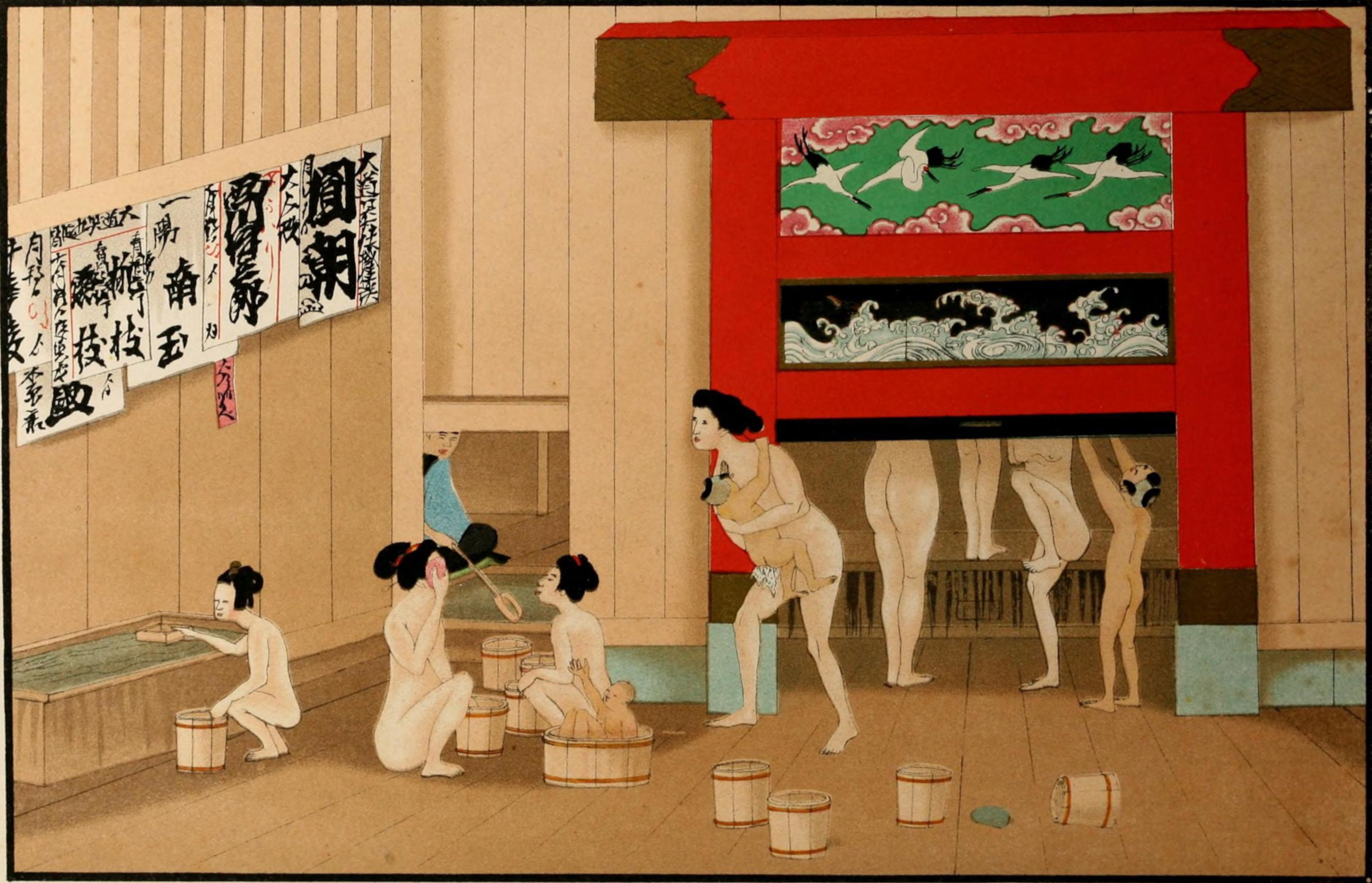
石榴口つき銭湯（鳥居）

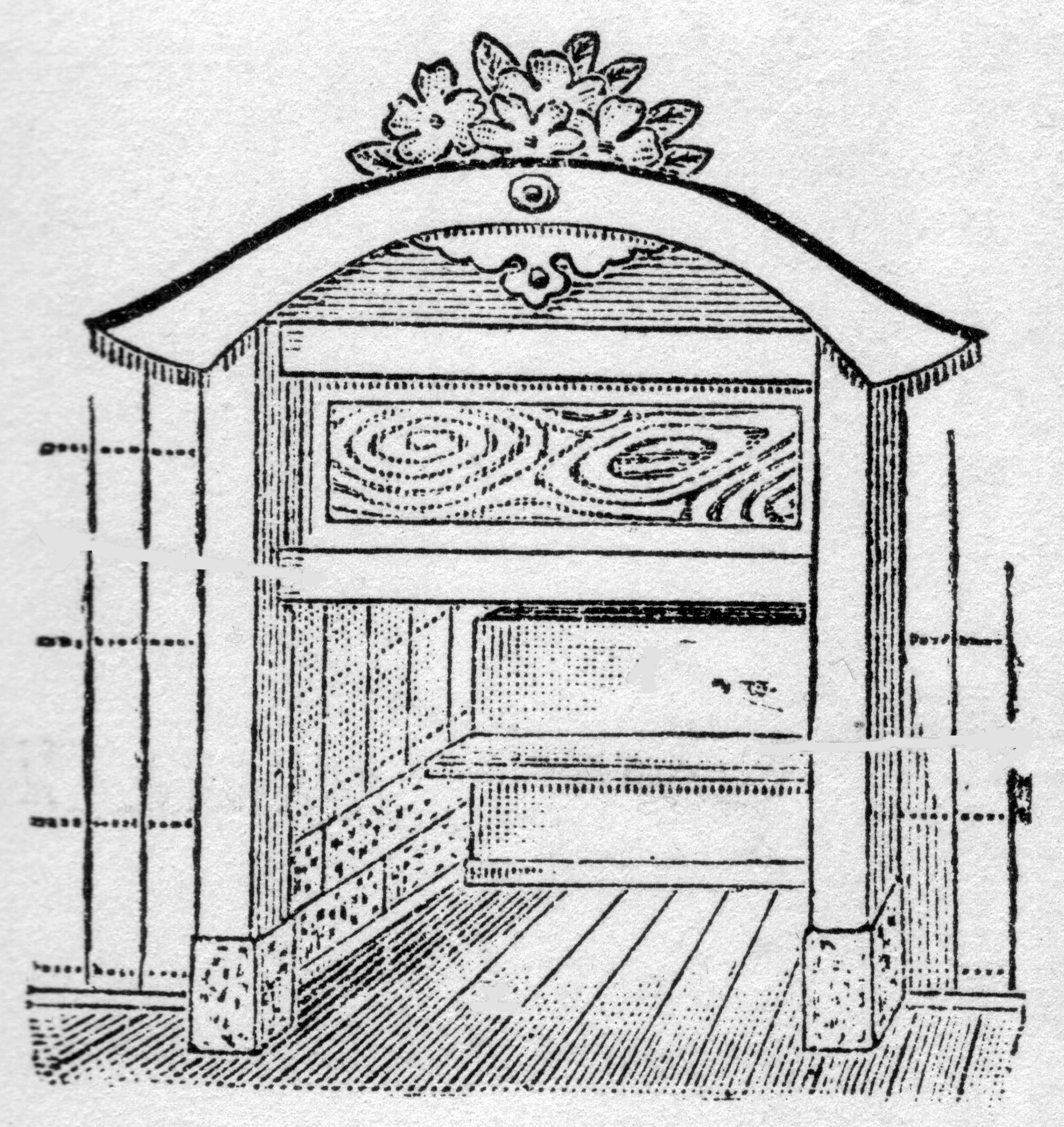
石榴口つき銭湯（破風）

江戸における最初の銭湯は、徳川家康が江戸城に入って間もない1591年（天正19年）、江戸城内の銭瓶橋（現在の大手町付近に存在した橋）の近くに伊勢与一が永楽一銭で開業した。当時の銭湯は蒸気浴（蒸し風呂）の形式であった。
江戸ではその後、浴室のなかにある小さめの湯船に膝より下を浸し、上半身は蒸気を浴びるために戸で閉め切るという、湯浴と蒸気浴の中間のような入浴法で入る戸棚風呂が登場した（江戸時代初期）。さらにその後、湯船の手前に石榴口（ざくろぐち）という入り口が設けられた風呂が登場した。細工を施した石榴口によって中は湯気がもうもうと立ちこめ、暗く、湯の清濁さえ分からないようにして入浴するというものであった。後に、客が一度使った湯を再び浴槽に入れるという構造になり、『湯屋漫歳暦』には「文政（年間）の末に流し板の間より汲溢（くみこぼ）れを取ることはじまる」との記述がある。こうして段々と薬草を炊いて蒸気を浴びる蒸し風呂から、次第に湯に浸かる湯浴みスタイルへと変化していった。
蒸気を逃がさないために入り口は狭く、窓も設けられなかったために場内は暗く、そのために盗難や風紀を乱すような状況も発生した。1791年（寛政3年）に「男女入込禁止令」や後の天保の改革によって混浴が禁止されたが、必ずしも守られなかった。江戸においては隔日もしくは時間を区切って男女を分ける試みは行われた。
当時の銭湯は、おおむね朝五ツ（現在でいうと午前8時頃）から夜五ツ（同じく午後8時頃）まで営業していた。当時の銭湯は娯楽・社交の場として機能しており、落語が行われたこともある。特に男湯の二階には座敷が設けられ、休息所として使われた。式亭三馬の『浮世風呂』などが当時の様子をよく伝えている。当時の銭湯の入り口には、矢をつがえた弓またはそれを模した看板が掲げられることがあった。これは「弓射る」と「湯入る」をかけた洒落の一種である。
当時、火事の多かった江戸の防災の点から江戸の庶民の家では内風呂を持つことは基本的に禁止されていた。江戸時代末期には大店の商家でも内風呂を持つようになったが、それでも江戸の住民の大部分は内風呂を持つことが経済的に困難だった事情もあって銭湯を利用し続けた。19世紀初期の文化年間（1804〜1818年）には、人口約100万〜120万人の江戸全体で600軒以上の銭湯があったという。
なお、江戸、大坂、伏見などには水辺に居住する人々や水上生活者などが料金を払って利用する船内に浴槽を設けた湯舟（湯船）があった。

### 近代
1877年（明治10年）頃、東京神田区連雀町の鶴沢紋左衛門が考案した「改良風呂」と呼ばれる、石榴（ざくろ）口を取り払って、天井が高く、湯気抜きの窓を設けた、広く開放的な風呂が評判になって、現代的な銭湯の構造が確立した。
政府は1879年（明治12年）に石榴風呂式浴場を禁止して、旧来型の銭湯は姿を消していった。外国への配慮から混浴は禁止となったが、銭湯そのものは都市化の進展や近代の衛生観念の向上とともに隆盛を極めた。
大正時代になると、銭湯はさらに近代化し、板張りの洗い場や木造の浴槽は姿を消し、陶器のタイル敷きの浴室が好まれた。昭和時代になると、水道式の蛇口が取り付けられるようになった。
1920年（大正9年）、東京で浴場及び浴場営業取締規則が制定。浴場間の距離が市部で100間（約180ｍ）以上、郡部で120間以上とされた。
1939年（昭和14年）6月、東京では警視庁保安部が燃料節約（当時は石炭が中心であった）の観点から、各銭湯に対し朝風呂を廃止するよう要請を行う。この頃、東京市内の銭湯では浅草や日本橋、神田、深川を中心に早朝から営業が行われており、午前9時に開始する銭湯は約120軒、午前10時に開業する銭湯は約430軒が存在していた。この直後、日中戦争直前の状況下で燃料の石炭価格が高騰し、東京市内約2800軒の銭湯のうち約200軒が廃業、約500軒が隔日営業となった。当時、木くずやおがくずは代用燃料扱いされていたが、それも次第に入手困難となった。

### 現代

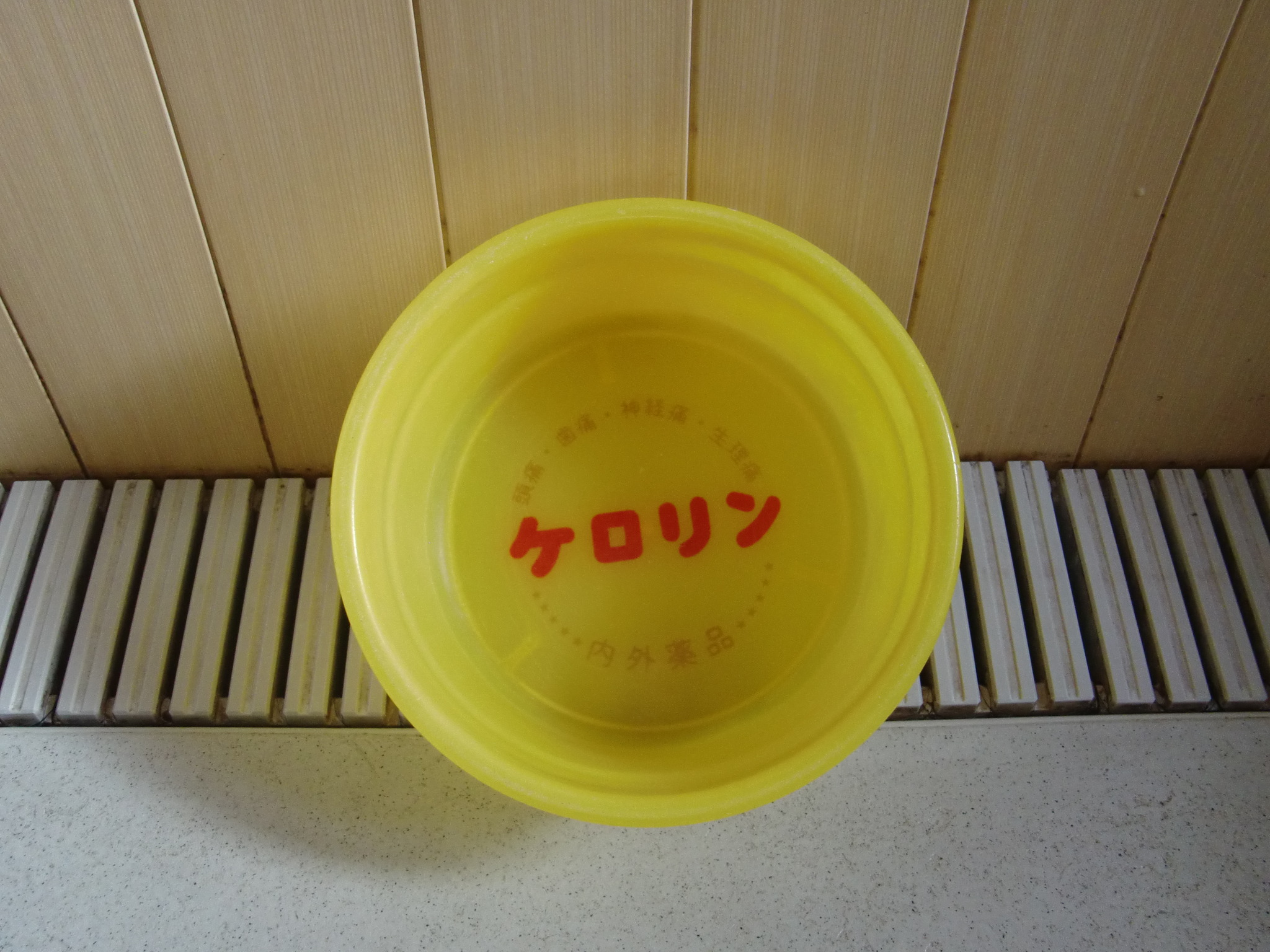
全国の銭湯で見かけるケロリン桶

太平洋戦争後、本格的に都市人口が増大すると、至るところで銭湯が建築された。1965年（昭和40年）頃には全国で約2万2000軒を数えるようになった。
厚生労働省がまとめた「衛生行政報告例」（2017年度）などによると、青森県は人口10万人あたりの公衆浴場数は23.7カ所で全国最多。全国平均は2.9カ所で、20カ所を超えるのは青森県だけ。

#### 普通公衆浴場数の都道府県別推移
厚生労働省「衛生行政報告例」より。「1996年対2016年残存割合」の背景色については、都道府県ごとにおける偏差値60以上を赤色、偏差値40以下を青色で示してある。
|                         | 北海道 | 青森 | 岩手 | 宮城 | 秋田 | 山形 | 福島 | 茨城 | 栃木 | 群馬 | 埼玉 | 千葉 | 東京  | 神奈川 |
| ----------------------- | ------ | ---- | ---- | ---- | ---- | ---- | ---- | ---- | ---- | ---- | ---- | ---- | ----- | ------ |
| 1996年(平成8年)         | 746    | 384  | 85   | 34   | 36   | 11   | 49   | 24   | 35   | 57   | 198  | 160  | 1,503 | 444    |
| 2006年(平成18年)        | 502    | 349  | 46   | 18   | 21   | 5    | 26   | 10   | 16   | 39   | 115  | 101  | 965   | 269    |
| 2016年(平成28年)        | 286    | 311  | 21   | 9    | 10   | 1    | 11   | 4    | 10   | 25   | 54   | 57   | 593   | 163    |
| 2018年(平成30年)        | 270    | 297  | 20   | 7    | 13   | 1    | 10   | 3    | 8    | 22   | 46   | 51   | 542   | 141    |
| 1996年対 2016年残存割合 | 38%    | 80%  | 24%  | 26%  | 27%  | 9%   | 22%  | 16%  | 28%  | 43%  | 27%  | 35%  | 39%   | 36%    |

|                         | 新潟 | 富山 | 石川 | 福井 | 山梨 | 長野 | 岐阜 | 静岡 | 愛知 | 三重 | 滋賀 | 京都 | 大阪  | 兵庫 | 奈良 | 和歌山 | 鳥取 | 島根 |
| ----------------------- | ---- | ---- | ---- | ---- | ---- | ---- | ---- | ---- | ---- | ---- | ---- | ---- | ----- | ---- | ---- | ------ | ---- | ---- |
| 1996年(平成8年)         | 73   | 215  | 175  | 81   | 35   | 107  | 99   | 43   | 386  | 156  | 63   | 369  | 1,502 | 399  | 150  | 122    | 31   | 11   |
| 2006年(平成18年)        | 39   | 145  | 122  | 45   | 21   | 66   | 57   | 21   | 210  | 84   | 39   | 269  | 1,103 | 282  | 89   | 59     | 18   | 5    |
| 2016年(平成28年)        | 25   | 93   | 78   | 21   | 21   | 39   | 26   | 11   | 106  | 38   | 20   | 176  | 624   | 183  | 29   | 33     | 16   | 1    |
| 2018年(平成30年)        | 26   | 85   | 74   | 18   | 21   | 39   | 22   | 11   | 91   | 33   | 17   | 170  | 517   | 167  | 23   | 29     | 15   | 2    |
| 1996年対 2016年残存割合 | 34%  | 43%  | 44%  | 25%  | 60%  | 36%  | 26%  | 25%  | 27%  | 24%  | 31%  | 47%  | 41%   | 45%  | 19%  | 27%    | 51%  | 9%   |

|                         | 岡山 | 広島 | 山口 | 徳島 | 香川 | 愛媛 | 高知 | 福岡 | 佐賀 | 長崎 | 熊本 | 大分 | 宮崎 | 鹿児島 | 沖縄 | 全国  |
| ----------------------- | ---- | ---- | ---- | ---- | ---- | ---- | ---- | ---- | ---- | ---- | ---- | ---- | ---- | ------ | ---- | ----- |
| 1996年(平成8年)         | 64   | 163  | 73   | 61   | 64   | 178  | 46   | 192  | 7    | 58   | 116  | 248  | 47   | 332    | 29   | 9,461 |
| 2006年(平成18年)        | 43   | 106  | 46   | 38   | 41   | 77   | 21   | 93   | 4    | 34   | 87   | 209  | 23   | 337    | 11   | 6,326 |
| 2016年(平成28年)        | 21   | 55   | 26   | 27   | 23   | 41   | 9    | 42   | 1    | 18   | 70   | 157  | 19   | 294    | 2    | 3,900 |
| 2018年(平成30年)        | 16   | 52   | 25   | 25   | 21   | 37   | 9    | 40   | 1    | 16   | 56   | 147  | 18   | 277    | 4    | 3,535 |
| 1996年対 2016年残存割合 | 32%  | 33%  | 35%  | 44%  | 35%  | 23%  | 19%  | 21%  | 14%  | 31%  | 60%  | 63%  | 40%  | 88%    | 6%   | 41.2% |

## 構造

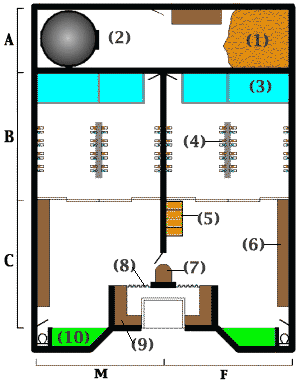
銭湯の見取り図

現代のごく一般的な銭湯の構造の例は次のようになっている（なお、この見取り図は関東地方の銭湯に多いパターンである）。
基本的に履物は松竹錠（風呂屋錠）で施錠される下駄箱に収める。そこから、番台の有無によっても異なるが脱衣所またはフロント（受付・休憩等の部屋）に入る。

### 男湯と女湯
脱衣所の手前で男湯と女湯に分かれている。上図では左（M）が男湯、右（F）が女湯だが、左右の配置に特に決まりはない。外部からの視線を防ぐため建物の構造的に女湯の配置を考慮する場合もある。
なお、通常の銭湯では男湯と女湯の位置はほぼ固定されているが、スーパー銭湯などの大規模施設の場合は和風と洋風のような意匠の違いを持たせたうえで週替わりや半月ごとなどのタイミングで入れ替える施設も存在する。

### 全体の構造

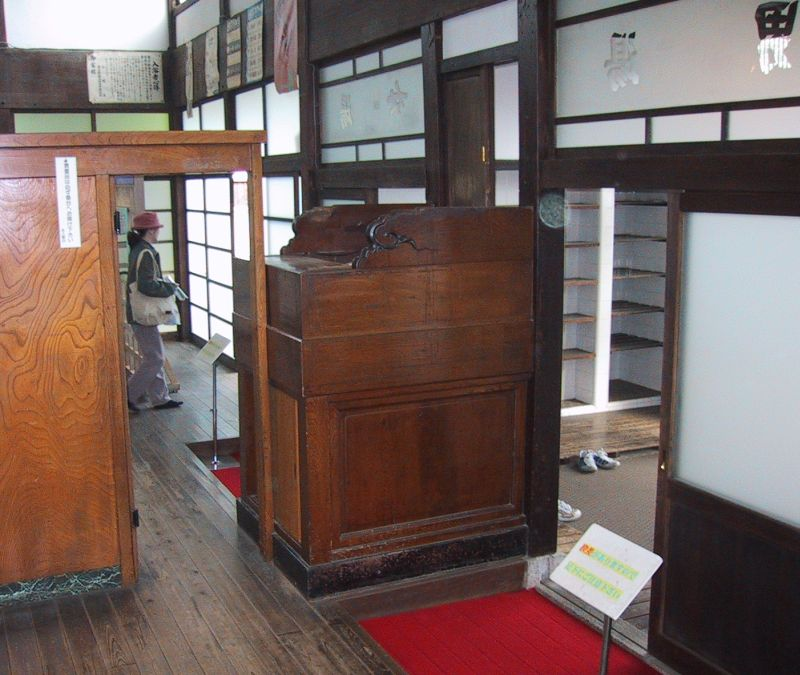
番台。江戸東京たてもの園

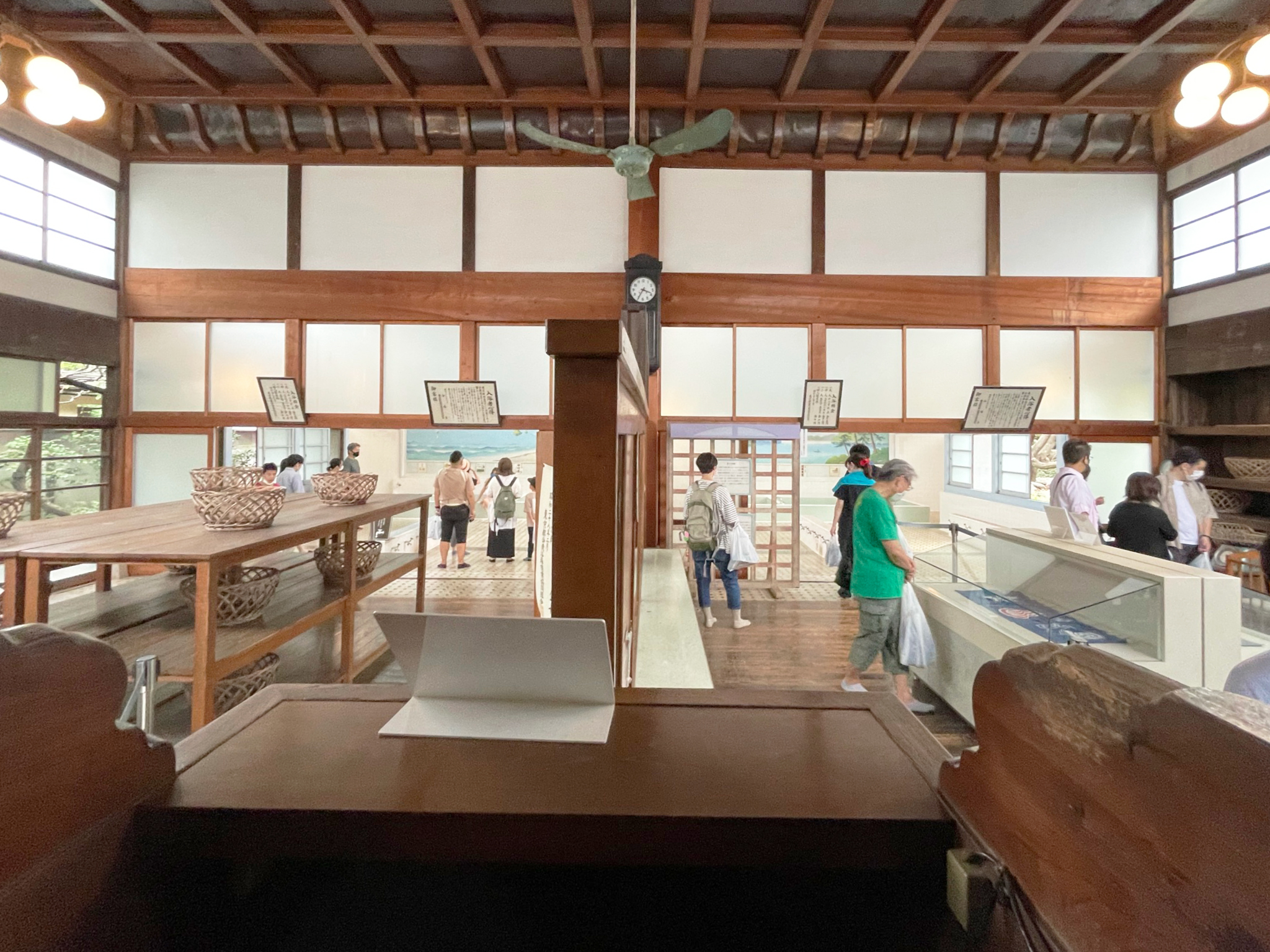
番台からの眺め。右は女湯、左は男湯。

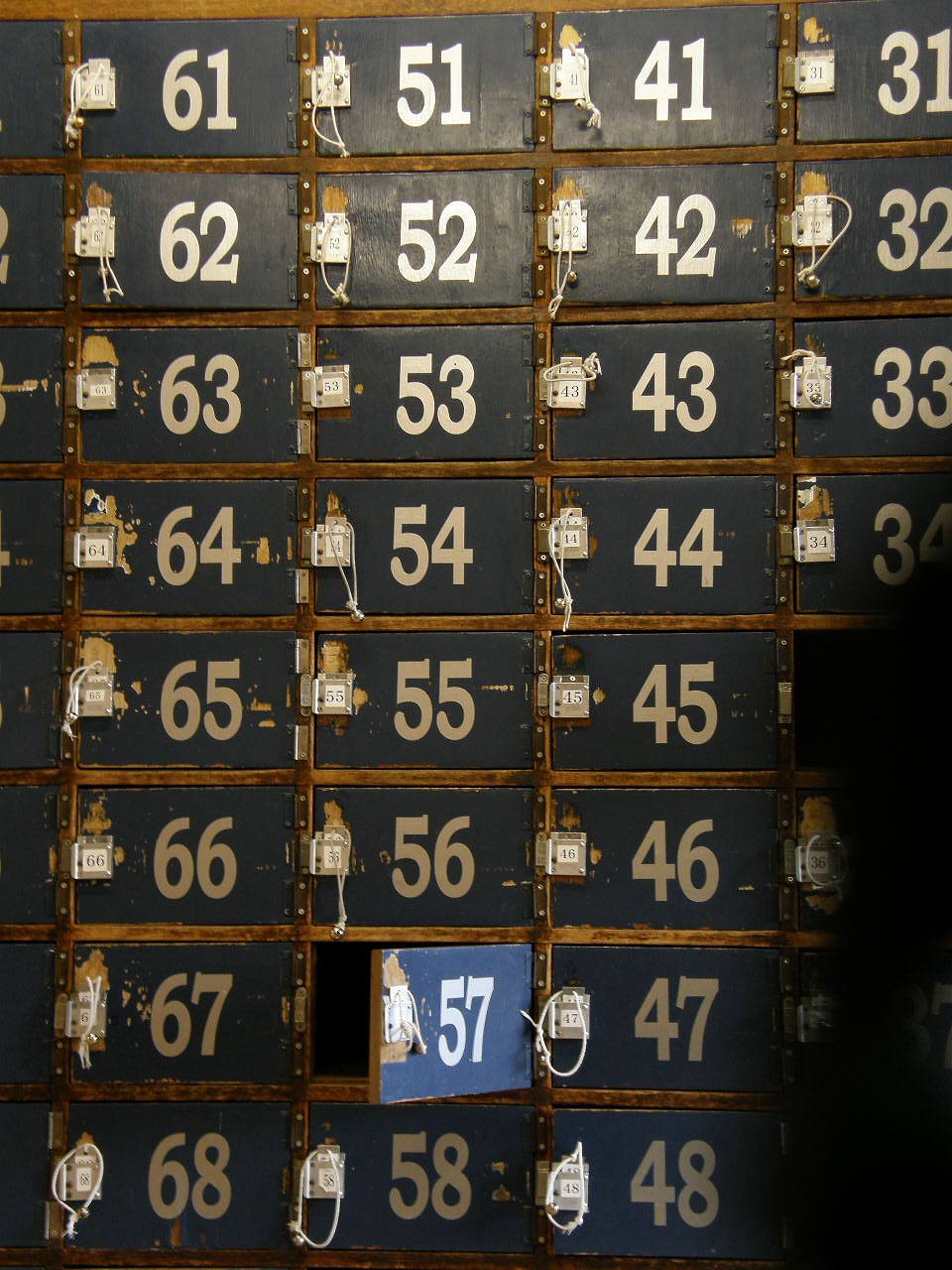
下駄箱（兵庫県神戸市）

- A：燃料室：従業員以外は立ち入り禁止。釜場は屋外と連絡している。
  - （1） 燃料
  - （2） ボイラー
- B：浴室：浴槽と洗い場に大きく分かれる。洗い場には風呂椅子、風呂桶が備えられている。他にシャワーや別室のサウナ風呂が設けられる場合もある。
  - （3） 浴槽：水風呂、電気風呂、打たせ湯、座風呂、ジェット風呂、薬湯、露天風呂など各種の浴槽を備えている施設もある。特に日本式の風呂になじみの無い者のために、「浴槽に入る前にかけ湯やシャワーを使う」「湯舟の中で体を洗わない」など入浴のルールや作法を脱衣場などに掲示しているところもある。また、かかり湯、上がり湯専用のカランを備えているところもある。東日本では浴室奥に設計されることが多く、西日本では浴室の入り口付近に設計されることが多い。これは西日本で一般的な「かけ湯→入浴→体を洗う」の順番に沿ったのか、そうではなく「体を洗う→入浴」に沿ったのかによる設計思想の差である。
  - （4） 蛇口：温水と冷水が出る。押しボタンを押す間のみ湯水が出る「湯屋カラン」が多く使われる。また、多くは混合水栓のシャワーを備える。壁際ではなく、壁から離れた所に島状に設置されている洗い場のカラン列は「島カラン」とも呼称される。
- C：脱衣場と入り口：脱衣所の手前に休憩所が設けられるところもある。板張り床ではなく床が高級なトウ（籐）であることもある。
  - （5） ベビー寝台：主に女湯の脱衣所に備え付けられている。
  - （6） 脱衣箱：脱いだ衣服を入れる棚箱、今でいうロッカー。月極めの貸しロッカーもまれにある。かつてはトウ（籐）製の脱衣かごも用いられていた。
  - （7） 番台：番台は銭湯によって有無が異なる。その歴史について、少なくとも江戸時代の銭湯には番台が存在した。番台は図のように男湯と女湯を共に見渡す位置にある。一方、比較的新しい銭湯では番台がない代わりに、脱衣所とは別でフロントのように設計されることが多い。
  - （8） 暖簾：正面の入り口には大判ののれんがかけられている。
  - （9） 下駄箱：個別に松竹錠（風呂屋錠）などの簡易な錠前がつくことが多い。傘立ても同様。
  - （10）坪庭：片隅に小さな日本風の植栽などが設けられている所もある。

## 意匠の特徴

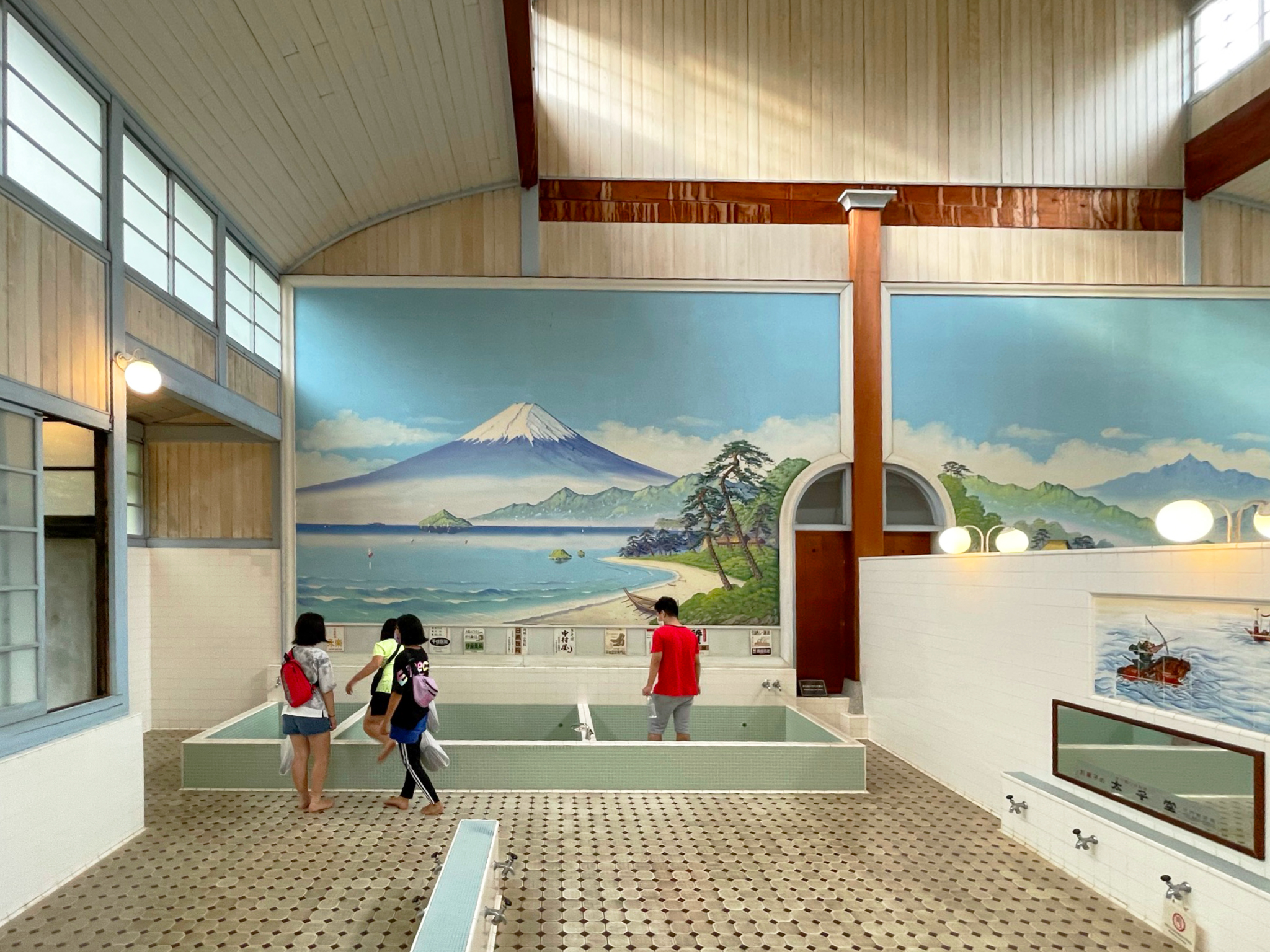
富士山が描かれた男湯。江戸東京たてもの園

### ペンキ絵
大正元年（1912年）に東京神田猿楽町にあった「キカイ湯」の主人が、画家の川越広四郎に壁画を依頼したのが始まりである。これが評判となり、これに倣う銭湯が続出し、銭湯といえばペンキ絵という観念を生じるに至った。なお、正確には東日本、特に関東地方の銭湯に特有のものであり、西日本の銭湯では浴槽が浴室の中央に設計されることが多いこともあり、壁面にペンキ絵はほとんど無い。図柄は浴場の主人による注文が基本であるが、富士山を主体とした図柄は男湯の浴室正面の壁面に描かれることが多く、女湯の浴室のペンキ絵は、富士山でなく幼児や子供が喜ぶ汽車や自動車が描かれることが多い。ペンキ絵師は、丸山清人と中島盛夫、田中みずき（早川利光は2009年（平成21年）4月13日逝去）ら3人（2018年7月時点）。
2006年（平成18年）5月に閉館した交通博物館のパノラマ模型運転コーナーの背景壁絵のリニューアルの際（平成14年（2002年））にも、銭湯のペンキ絵の絵師によって、富士山などを主体とした山々が連なるペンキ絵が描かれた。

### タイル絵
大型タイルに美しく豪華な上絵を描き、焼成したものをタイル絵という。全国的にみられるタイル絵は、九谷焼で戦前より石川県金沢市の窯元「鈴栄堂」が全国に広めた。壁面などの広い面積を装飾するため複数枚の大型タイルに柄続きの総柄に仕上げる。白地の平滑な地に描かれる図柄は主に宝船や鯉の瀧昇り、七福神などめでたく華美なものがほとんどを占め、美術工芸品並みの技巧を凝らし創られたタイルもある。高級品でもあったため、設備資金にゆとりがあり集客の多い市街地の銭湯に多くみられた。

## 建築様式

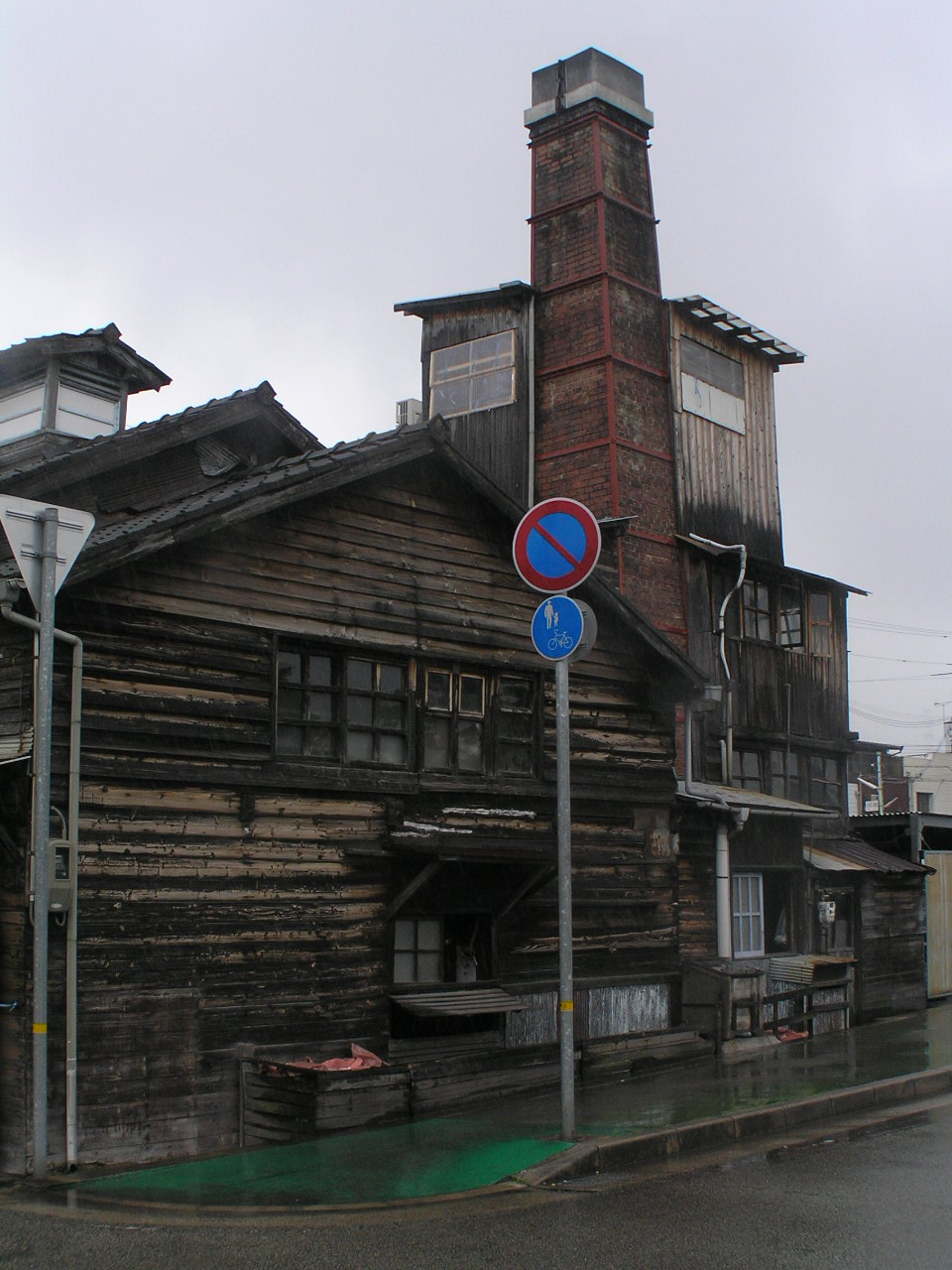
レトロ建築の梅ヶ枝湯（兵庫県高砂市）

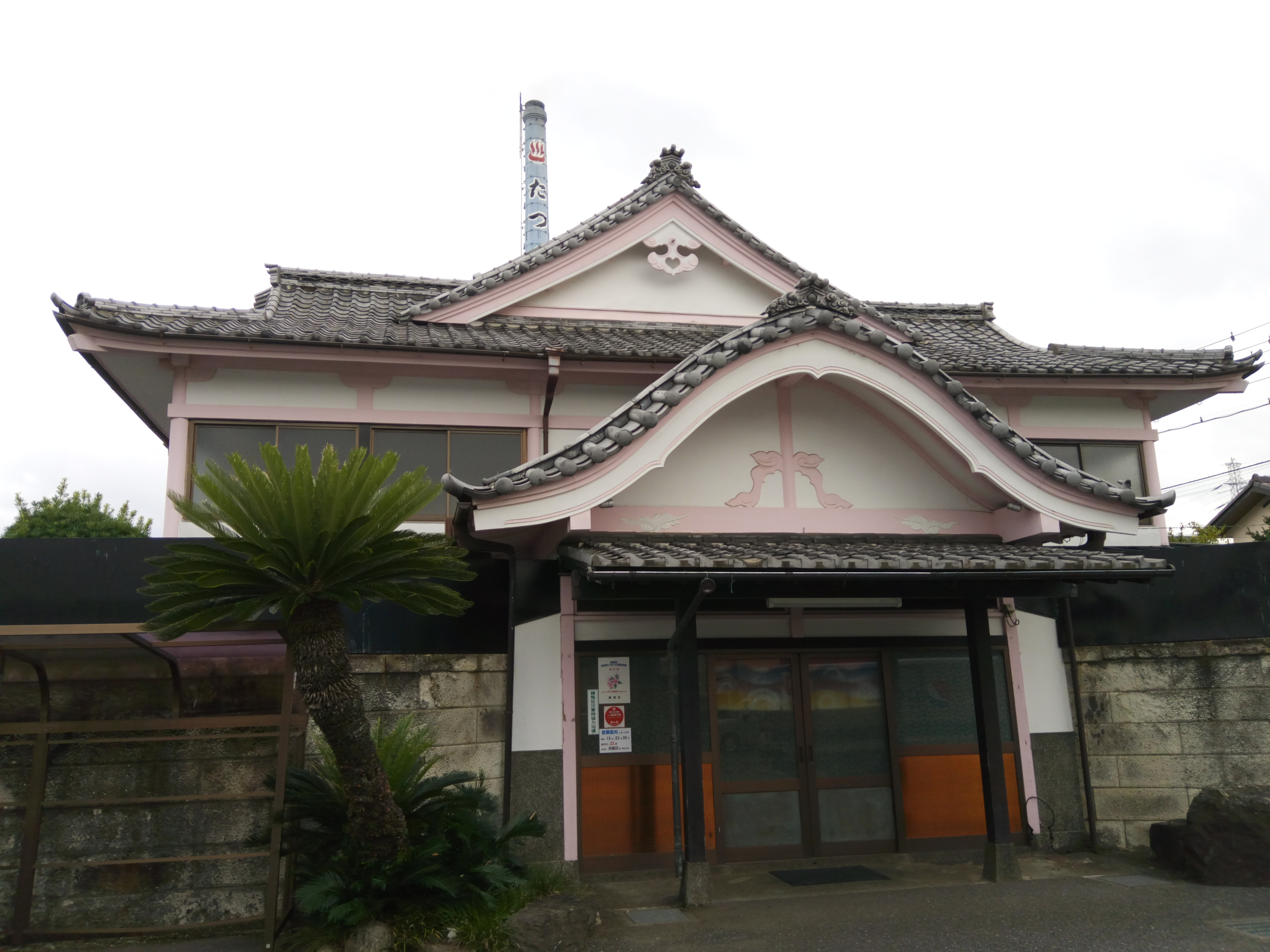
宮型造のたつの湯（東京都練馬区）

宮大工によって造られる寺社建築のような外観の共同浴場を全国的に見ることができる（主として温泉が湧出する観光温泉地）が、これが関東大震災後に東京で成立する宮型造り銭湯の様式としても採用された。主に関東近郊にこの建築様式が集中しており、地方の銭湯では見られず、極めて数が少ない。この宮型造り銭湯の都心での発祥は東京墨田区向島の「歌舞伎湯」に始まる。一般的に建物入口に唐破風もしくは破風が正面につく建築様式を「宮型」という。
こうした宮型造りの銭湯は昭和40年代頃まで関東近郊で盛んに建てられたが、各家庭において内風呂（自宅内の風呂）が普及し、またビルに建て替えられる銭湯も多くなったため、現在では減少傾向にある。一方、近年の懐古趣味であるレトロブームに乗って、中には新築で宮型造りの銭湯が建てられる物件もある。
各地の銭湯の建築様式は様々であるが、コミュニケーションの場として日常生活に彩りを与える工夫がなされている所に共通点がみられる。

## 営業・サービス面

### 営業時間・営業日
現代の日本では、午後あるいは夕方から深夜12時前後までの営業が一般的。「朝風呂」と称して早朝より営業している店もある。また、昨今の利用客の減少から、最近では近隣の銭湯で定休日が重ならないように調整し合うこともある。

### 料金
入浴料金は物価統制令（現・日本国憲法発布前に出された勅令。法律としての効力を持つ）の規定により、各都道府県知事の決定で、金額の上限が定められている（「定義」節も参照）。いずれの都道府県においても「大人（中学生以上）」「中人（小学生）」「小人（未就学乳幼児）」の料金分けを採用。また、洗髪する場合は追加の洗髪料金を徴収する地域もある。共通回数券を発行している地域や、特定施設でのみ利用可能な回数券を発行している施設もある。また、生活保護世帯やひとり親家庭に回数券式の福祉入浴券が交付される自治体もある。
女性の洗髪料金を徴収できることは、過去に厚生省令で認められていた。東京都では、1970年に洗髪料金（当時5円）を徴収しない旨の告示をすると、都の公衆浴場商業組合が厚生省令に反するものとして抗議。自主料金を設定するなどの軋轢が生じた。結果として洗髪料金は無料となったが、その後、入浴料金そのものが値上げされることで浴場側の減収分は補填されることとなった。

### こどもの混浴年齢
厚生労働省が公衆浴場の衛生管理について示した要領はこれまで、混浴を禁じる年齢を「おおむね10歳以上」としていたが、浴場組合など業界団体から「引き下げるべきでは」との意見が寄せられた。聖心女子大の植田誠治教授（学校保健学）らが厚労省の補助事業で実施した研究結果も踏まえ2020年12月、「おおむね7歳以上」に下げて各自治体に通知した。

### サービス
それぞれの施設で異なるが、一般的に番台やフロントなどで入浴に必要な道具や石鹸、入浴後に飲まれることの多い飲料である牛乳やサイダー、ジュース、缶ビール（一部の施設）などを販売している。脱衣所ではテレビや体重計、扇風機、ドライヤーがあり、マッサージチェアも一部有料で利用できる。喫煙についてはできる場所もあるが、時代の変化に伴い分煙もしくは全面禁煙化した銭湯も多い。頻繁に利用する入浴客には、割安な回数券も販売されている。
柚子湯、菖蒲湯（しょうぶゆ）などの伝統行事を暦に合わせて行ったり、子供や年配客向けの割引・無料サービスを行ったりする銭湯もある。最近では保育園・幼稚園・小学校に通う子供達を「裸のつきあいの意義を知る」としてクラス単位などで全員一緒に入浴させる「体験入浴」を学校行事とともに地域のふれあい行事として、一部の施設で行っている例もある。
施設によっては、浴場以外にサウナ風呂を有する場合もあり、東日本の一部の銭湯では200 - 300円程度の追加料金でサウナへ入浴が可能なことが多いが、西日本では追加料金のない施設も多い。料金を支払った客を区分しやすくするために、サウナ専用のカラータオルを貸しだすこともある。雑誌・新聞などの持ち込みなどはほとんどの場合、入浴客の安全を考慮して制限される。
プール/温泉施設/ジムなどと同様に、刺青を入れた人の入場を認めるかどうかが問題になることがあるが、公衆浴場法上の「普通公衆浴場」である銭湯については「地域住民の日常生活において保健衛生上必要なものとして利用される施設」という性質上、単に刺青が入っているというだけで入場を拒否することは困難であるというのが通説であり、日本政府も2017年に同様の閣議決定を行っている。一方でスーパー銭湯は、公衆浴場法上「その他公衆浴場」に分類され、ある程度の顧客の選別が許されていることから、刺青客の入場を拒否することも合法であると解されている。

## 公害
銭湯は巨大なボイラーで燃料を燃やして大量の湯を沸かす大規模施設という性質上、周囲の大気環境に対して少なからず公害(排煙による煤や臭気といった煙害、大気汚染)をもたらす。
大阪市の公害部門による調査では、公害苦情と最も大きく相関している要素は燃料の不良であった。しかし日本においてはボイラーに使用する燃料および排煙に関する規制は存在しないため、周辺環境への影響度合いは銭湯の経営者次第となっている。用いられる燃料としては都市ガスが一般的になってきているが、コスト削減のために廃油、廃材、薪といった質の低い燃料を使用している銭湯もあり、過去には近隣住民が公害等調整委員会に対して調停を求めた事例がある。このケースでは銭湯の経営者は建築廃材を燃やしていた。
また自治体が町おこしのために間伐材を燃料とする薪ボイラーで湯を沸かす銭湯を運営するという企画を立案し、実行されたところ地元住民から苦情が多数寄せられ、薪ボイラーの使用が停止された。

## その他

### 登録有形文化財
大阪府大阪市生野区にある源ヶ橋温泉は外観・内装とも昭和モダニズムの面影を残す貴重な建物のため、1998年（平成10年）に風呂屋（銭湯）の建造物では初めて国の登録有形文化財に登録された（2020年に廃業したがその後も建物は現存）。
その後、2000年代以降もいくつかの銭湯が登録されている。以下、「銭湯」「公衆浴場」として登録有形文化財になったものを一覧で示す。下記のほか、いわゆる「銭湯（普通公衆浴場）」ではないが国に登録・指定されている共同浴場として、道後温泉本館（重要文化財。入浴可）、片倉館（重要文化財。入浴可）、武雄温泉新館（重要文化財。資料館に転用）、浜田温泉資料館（登録有形文化財。資料館に転用）がある。

#### 銭湯として営業中
- 燕湯 - 東京都台東区上野、2008年登録。
- 小杉湯 - 東京都杉並区高円寺、2020年登録[37]。
- 稲荷湯 - 東京都北区滝野川、2019年登録[38]。
- 一乃湯 - 三重県伊賀市、2013年登録。
- 船岡温泉 - 京都府京都市北区、2003年登録。
- 若の湯 - 京都府舞鶴市、2018年登録[39]。
- 日の出湯 - 京都府舞鶴市、2021年登録[40]。

#### 転用・休廃業済みで現存
- 柏湯 - 東京都台東区谷中、2024年登録[41]。1991年廃業、ギャラリーに転用[42]。
- 桂湯 - 富山県南砺市、2019年登録[43]。2004年廃業、雑貨店に転用[44]。
- 半田東湯 - 愛知県犬山市（明治村）、2004年登録。かつて同県半田市に所在した銭湯を明治村に移築復元し展示[45][46]。
- 藤ノ森湯 - 京都府京都市北区、2003年登録[47]。1999年廃業、当初は複数テナントが入り、その後は飲食店兼レンタルスペース[48][49]。
- 源ヶ橋温泉 - 大阪府大阪市生野区林寺。2020年廃業、建物は現存[34]。
- 大将軍湯 - 大阪府泉佐野市、2018年登録[50]。2017年廃業[51]、2025年現在は見学者のみ受け入れ、改修計画中[52]。
- 朝日湯 - 大阪府泉佐野市、2024年登録[53]。1995年廃業[54]、男湯部分は市役所分室、女湯部分はレンタルスペースに転用[55]。
- 大社湯（第三鶴の湯[注 2]） - 鳥取県倉吉市、2010年登録。2022年11月廃業、建物は現存。
- 今治ラヂウム温泉 - 愛媛県今治市、2016年登録[57]。2014年3月に休業したが現存[58]。
- 大學湯 - 福岡県福岡市東区箱崎、2025年登録[59]。2012年廃業、レンタルスペースに転用[60][61]。
- 芳野旅館従業員棟 - 熊本県人吉市（人吉温泉）、2013年登録。大正時代に銭湯として建てられ、料亭を経て従業員室や倉庫に転用[62]、2020年現在は同旅館の旧館[63]。
- 公衆温泉新温泉 - 熊本県人吉市（人吉温泉）、2023年登録[64]。2020年廃業[65]、建物は現存するが活用方法は模索中[66]。
- 塩屋旧大蔵 - 大分県竹田市、2011年登録[67]。江戸時代に蔵として建てられ、1955年に銭湯に転用され1981年廃業、ギャラリー兼飲食店に転用[68][69]。

#### 登録抹消
- 美章園温泉 - 大阪府大阪市阿倍野区美章園、2000年登録[70]。燃料費の高騰や耐震補強工事が困難であることなどを理由に廃業。2008年（平成20年）2月より解体[71][72][73]、同年12月に文化財登録が抹消された[70]。

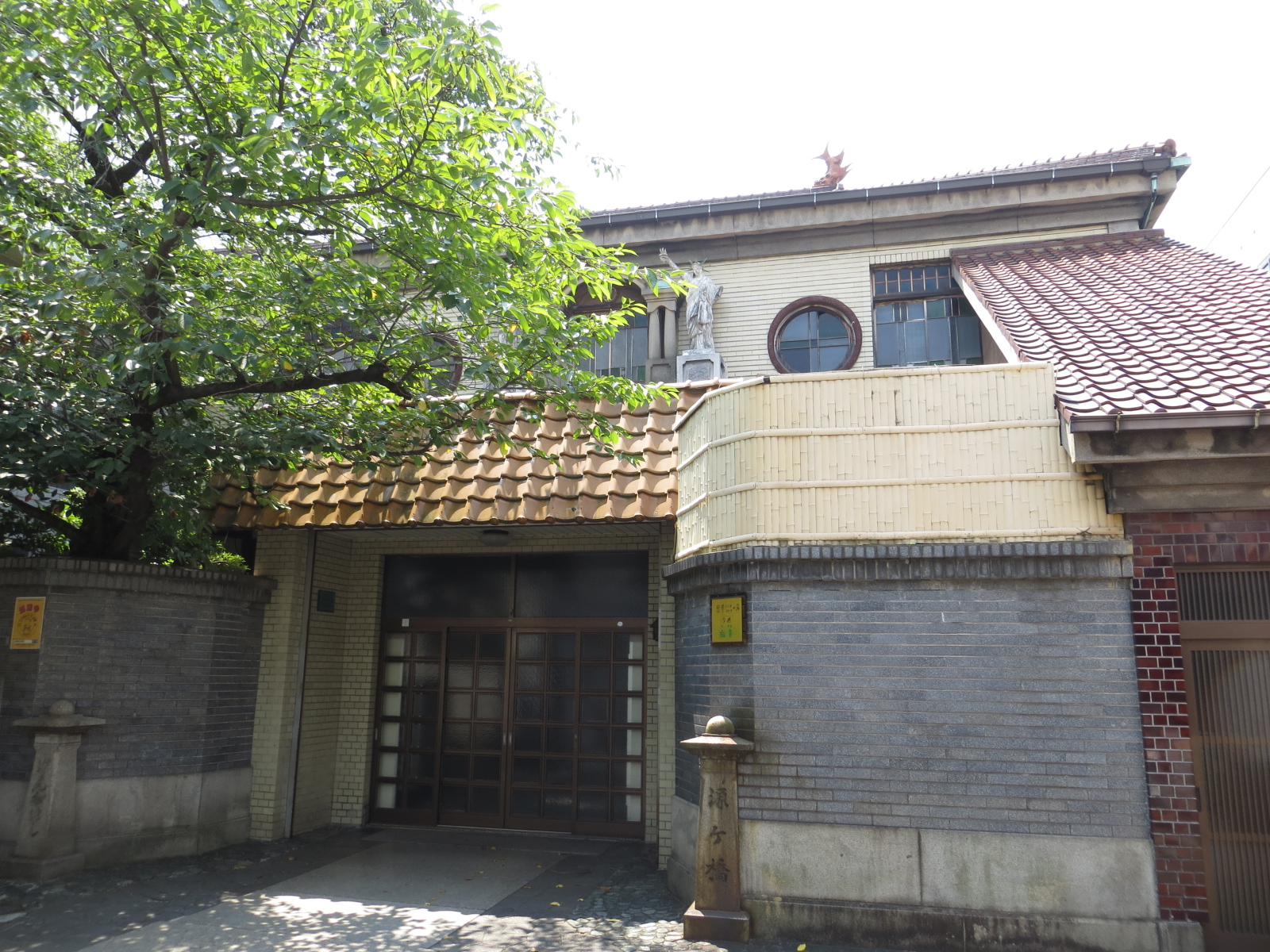
源ヶ橋温泉
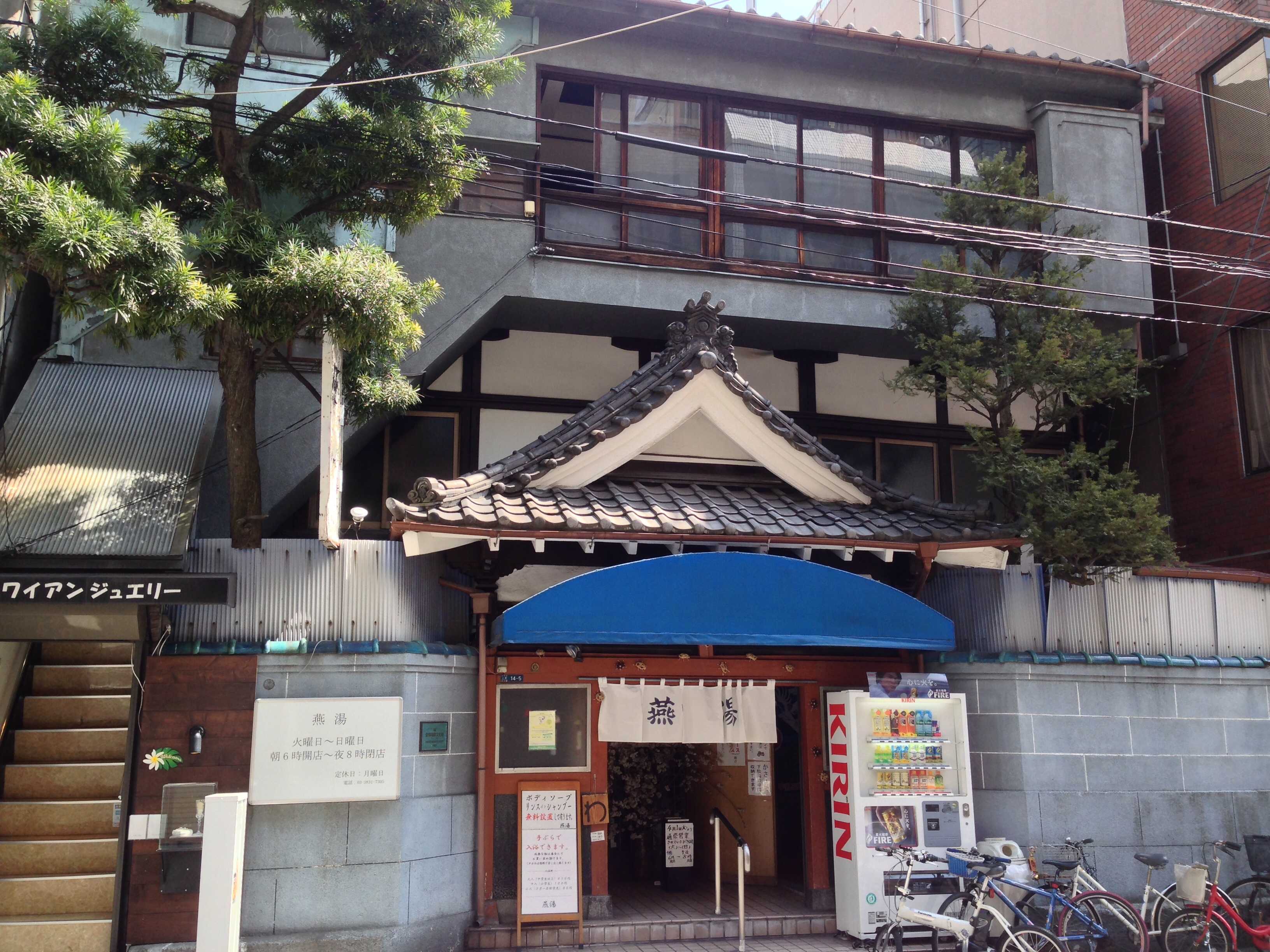
燕湯
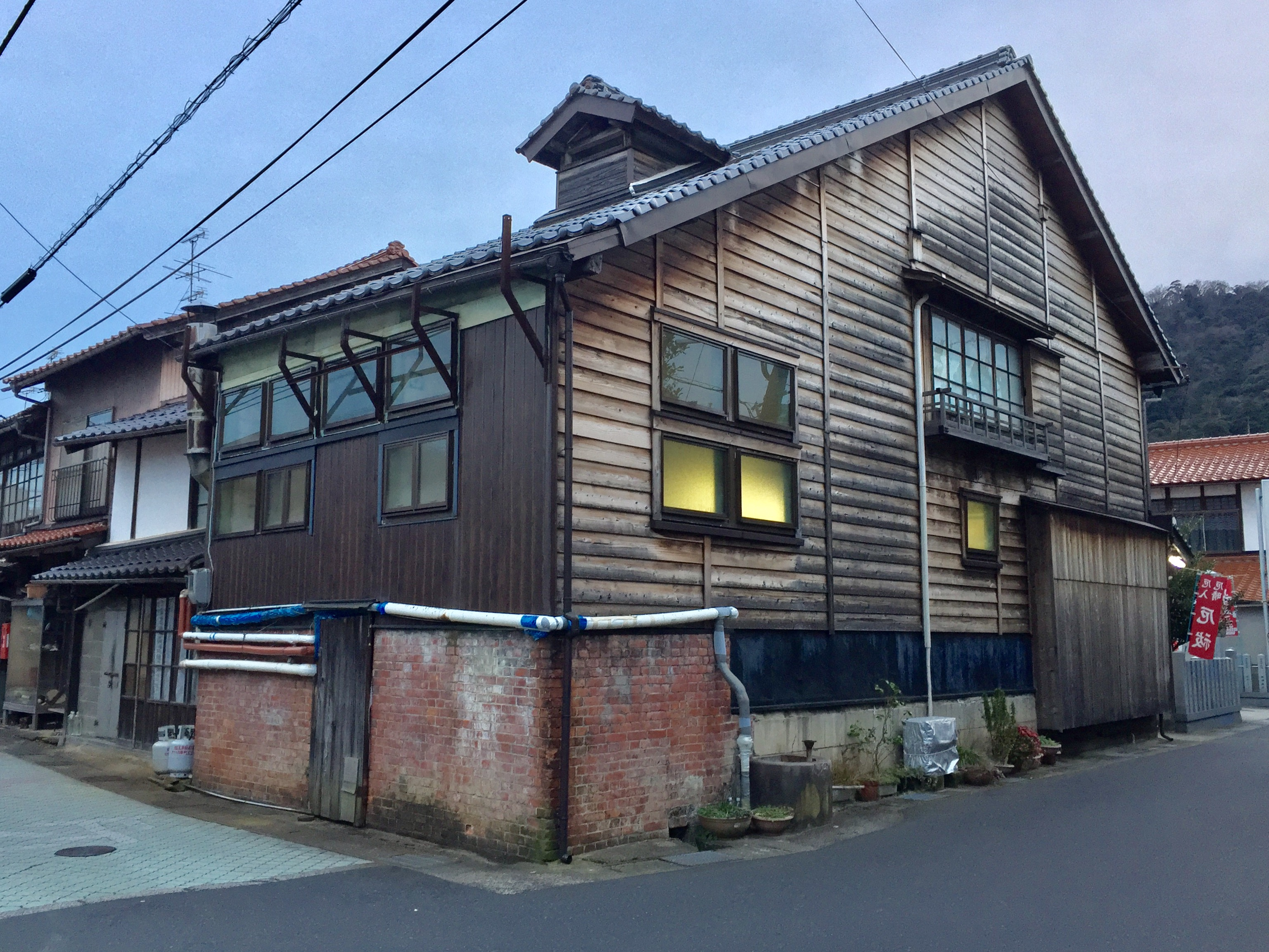
大社湯
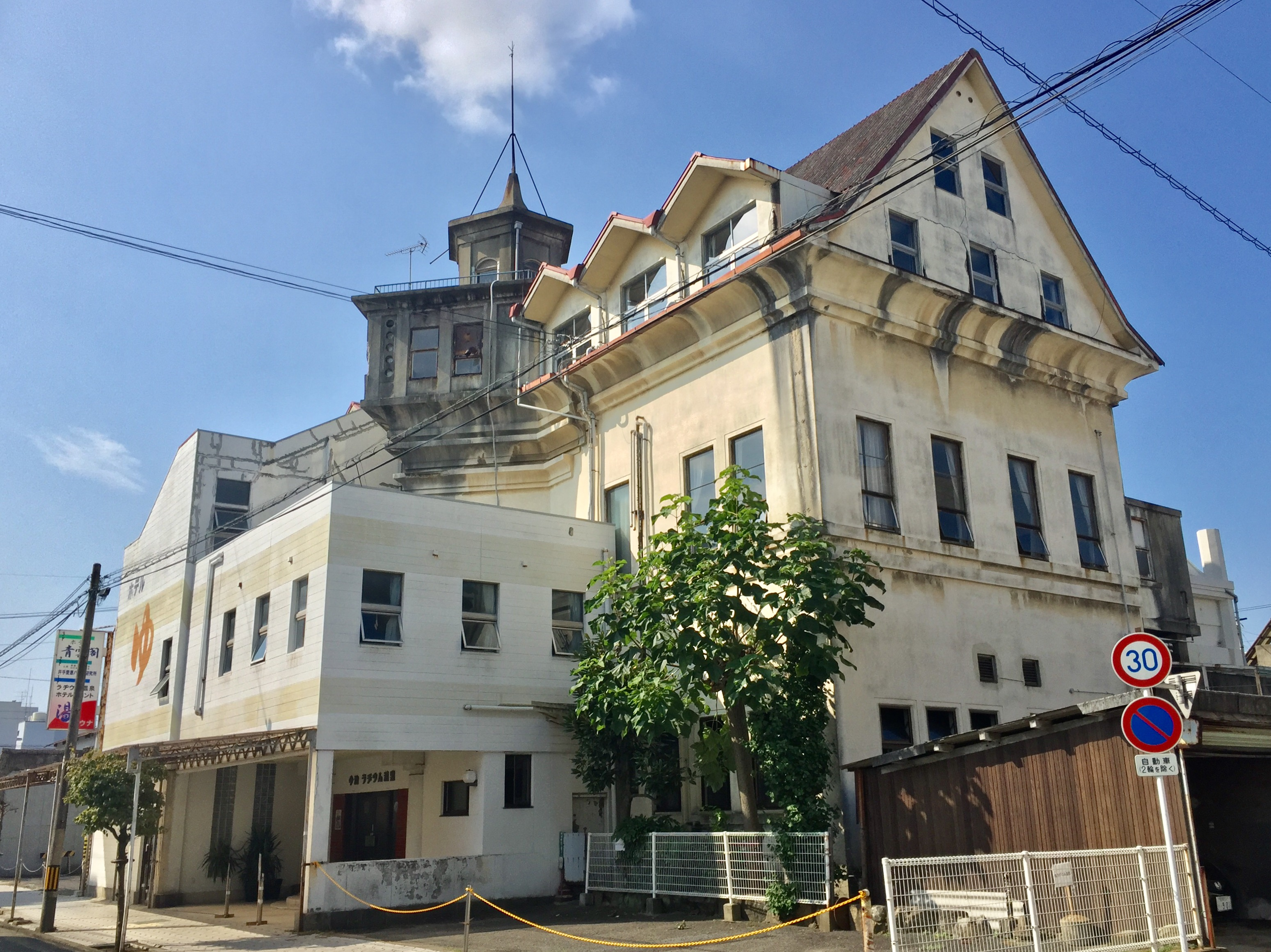
今治ラヂウム温泉

### 歴史のある銭湯・古銭湯
江戸時代より現在まで続く歴史のある銭湯が全国に複数存在している。1773年（安永2年）に創業した東京都江戸川区のあけぼの湯は都内でも最も創業が古い銭湯（廃業した銭湯を除く）である。この他、江戸時代より続く銭湯として都内には江戸川区の鶴の湯や台東区の蛇骨湯、中央区の金春湯があり、全国では長野県のアルプス温泉（創業当時：忠兵衛のお湯）、新潟県の千代乃湯、熊本県のくすり湯などがある。
一方、建物自体の建築年代が古い銭湯としては、1907年（明治40年）に建築され登録有形文化財でもある鳥取県倉吉市の大社湯、1915年（大正4年）に建築された愛媛県八幡浜市の大正湯、明治末期から大正初期頃に建築された千葉県勝浦市の松の湯、1923年（大正12年）に脱衣場の建物が建築され登録有形文化財でもある京都市の船岡温泉など、明治から大正にかけて建築された銭湯が現存している。
歴史のある銭湯にも老朽化や利用客の減少などから廃業を決めた銭湯もある。
- 秋田県鹿角市の花の湯は1836年（天保7年）の「風呂免許」（銭湯認可証）を所持する銭湯であったが[81]、2014年（平成26年）12月に廃業している[82]。
- 建物自体が古い銭湯としては、東京都内では1927年（昭和2年）頃に宮大工により建築された文京区の月の湯（2015年5月廃業）[83][84]が最古とされる銭湯であった。
- 北海道小樽市の小町湯は1900年（明治33年）の創業とされる道内最古の銭湯であったが、2021年（令和3年）10月24日で廃業した[85]。